# Johann Löhner
Johann Löhner (Norimberga, 1645 – 1705) è stato un compositore e organista tedesco.
Allievo di G.K. Wecker, svolse l'attività di organista in molte chiese di Norimberga, giungendo ad essere organista fisso della chiesa di S. Lorenzo.
Viaggiò molto per tutta l'Europa per poi tornare nella città natale. Come compositore è considerato uno dei primi rappresentanti dell'opera tedesca.

## Opere
- Die triumphirende Treue (1679)
- Abraham (1682)
- Der gerechte Zaleucus (1687)
- Theseus (1688)
- Die Eroberung Jericho (1696)
- Arminius (1697)

## Libri di canti spirituali
- Geistliche Sing-Stunde (1670)
- Suavissime canonum musicalium delitiae (1705)